# Cédric Van der Elst
Cédric Van der Elst (* 19. Juni 1980 in Genk) ist ein ehemaliger belgischer Fußballspieler. 

## Karriere
Van der Elst begann seine Karriere mit dem FC Winterslag und schloss sich 1988 dem Nachfolgeverein KRC Genk an, wo er zur Saison 1999/2000 in den Eerste-Klasse-Kader berufen wurde. Nachdem er aber nicht wirklich bei Genk zum Zug gekommen war, wechselte er zur Saison 2001/2002 in die Niederlande zum MVV Maastricht. In Maastricht blieb er jedoch nur ein Jahr und kehrte im Juni 2002 nach Belgien zurück. Er unterschrieb also einen Vertrag bei KVV Heusden-Zolder in der Tweeden Klasse und stieg 2003 mit dem Verein in die Eerste Klasse auf. Nachdem er für Heusden-Zolder auf nur vier Einsätze in der höchsten belgischen Liga gekommen war, wechselte er zu KSK Tongeren. In seinen drei Jahren bei Tongres kam er auf 95 Spiele und erzielte dabei zehn Tore. Im Sommer 2008 wechselte er zu Eendracht Termien, wo er seit 2010 mit seinem ehemaligen Genk-Vereinskameraden Stefan Teelen spielte. 2015 beendete er hier seine aktive Karriere.